# Diocèse de Malakal
Le diocèse de Malakal est une juridiction de l'Église catholique au Soudan du Sud. Il est suffragant de l'archidiocèse de Djouba. L'évêque du diocèse est Mgr Stephen Nyodho Ador Majwok depuis 2019.